# Nordfriedhof (Dortmund)

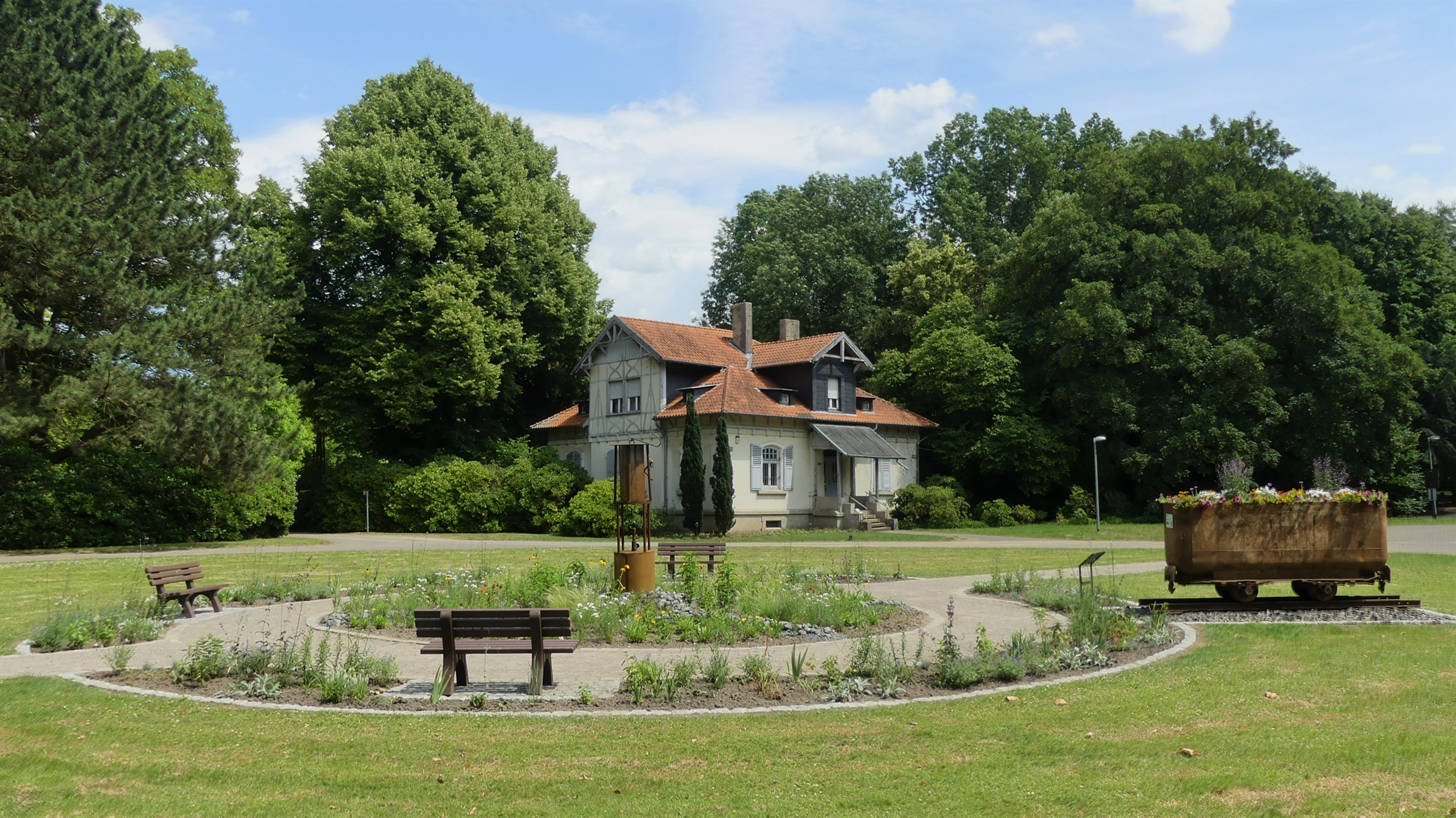
Blick über das Eingangsrondell (mit Grubenlampe und Grubenlore) auf das Verwalterhaus von 1898

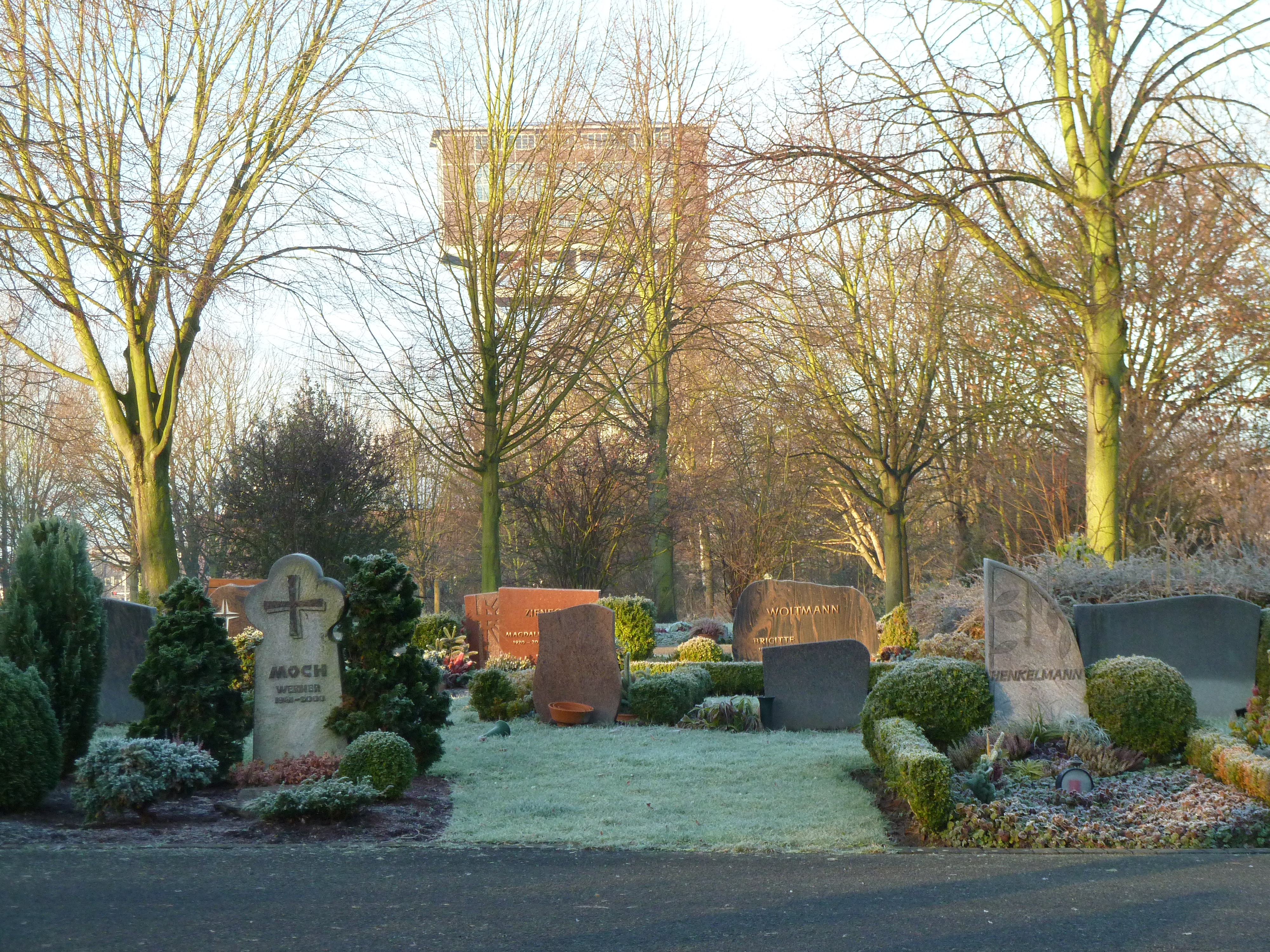
Blick über den Nordfriedhof (Feld 53) zum Hammerkopfturm der Zeche Minister Stein

Der Nordfriedhof ist ein gut 19 ha großer, kommunaler Friedhof im Stadtbezirk Eving und im Einzugsbereich des Stadtbezirks Innenstadt-Nord (Nordstadt) von Dortmund. Das älteste Grab befindet sich im Feld 1, wo ein Gedenkstein an die erste Beisetzung am 25. November 1897 erinnert.

## Geschichte
Die Anlage des Friedhofs wurde erforderlich, nachdem mit der Industrialisierung ein enormes Bevölkerungswachstum eingesetzt hatte.
Da die Entfernungen für die Bewohner der wachsenden nördlichen Vorstadt zu den bestehenden Friedhöfen südlich des Hauptbahnhofs sehr weit waren, entschlossen sich die politischen Gremien für den nördlichen Bezirk einen eigenen Totenhof anzulegen, den Nordfriedhof.
Da im Bereich der Nordstadt keine geeignete Fläche gefunden werden konnte, entschied man sich letzten Endes für ein Gelände auf dem Gebiet der bis 1914 selbstständigen Gemeinde Eving. Die gestalterische Führung des Wegenetzes des 1897 eröffneten Totenhofs erfolgte dabei nach den Grundsätzen des seinerzeit modernen Jugendstil.
Das Friedhofswesen wurde unter anderem aus hygienischen Gründen zur kommunalen Aufgabe. Zwischen 1893 und 1897 wurden der Ostenfriedhof (auch: Ostfriedhof), der Südwestfriedhof (auch: Südfriedhof) und der Nordfriedhof eröffnet.
Einzelobjekte sind in die Liste der Baudenkmale im Stadtbezirk Eving eingetragen: Verwalterhaus von 1898 im Schweizerstil, Denkmal zur Erinnerung an die Märzunruhen 1920, Denkmal zur Erinnerung an das Grubenunglück auf der Zeche Kaiserstuhl 1920, Denkmal zur Erinnerung an das Grubenunglück auf der Zeche Minister Stein 1925 und drei Einzelgrabdenkmäler.

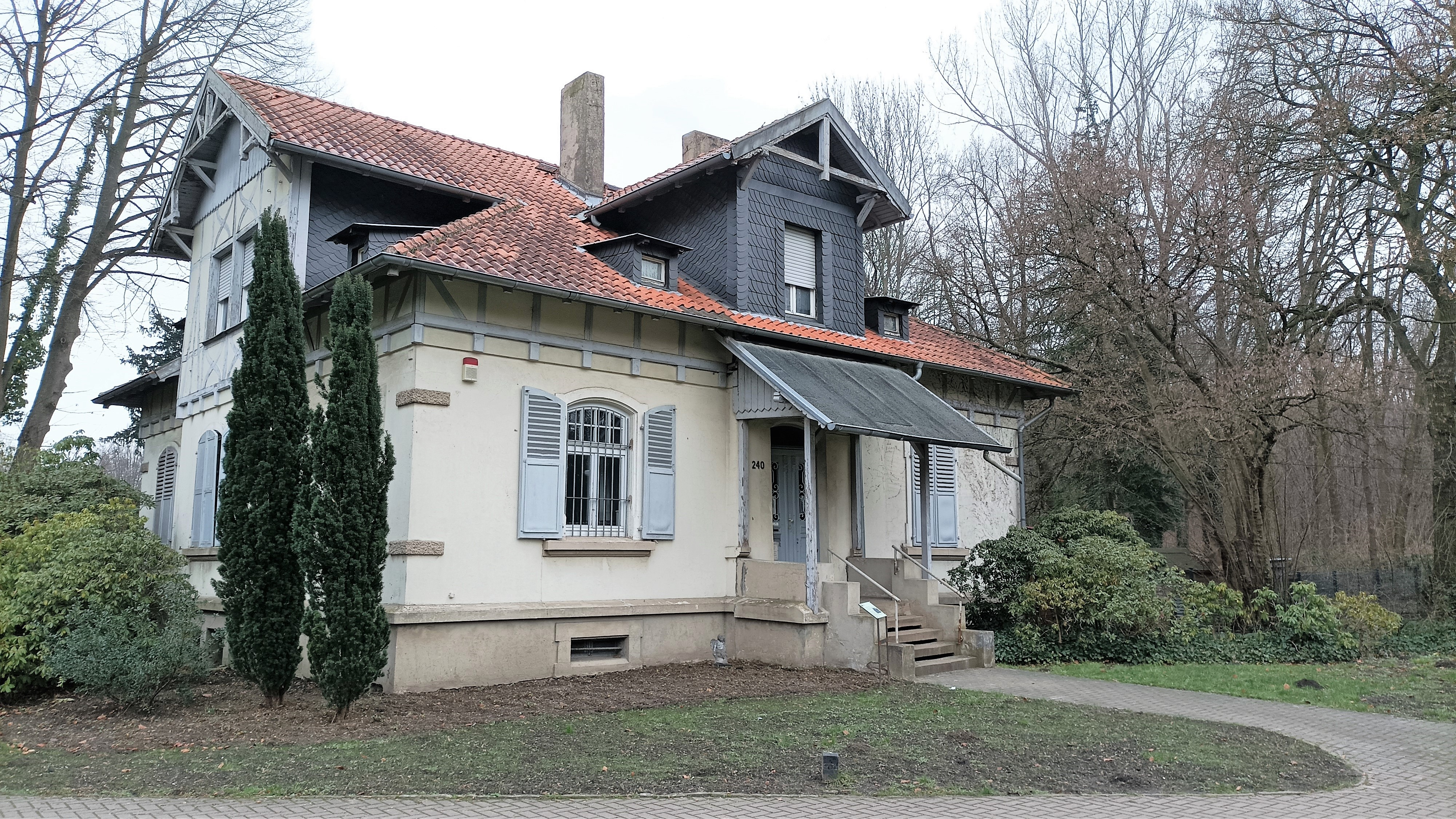
Denkmal: Verwalterhaus von 1898

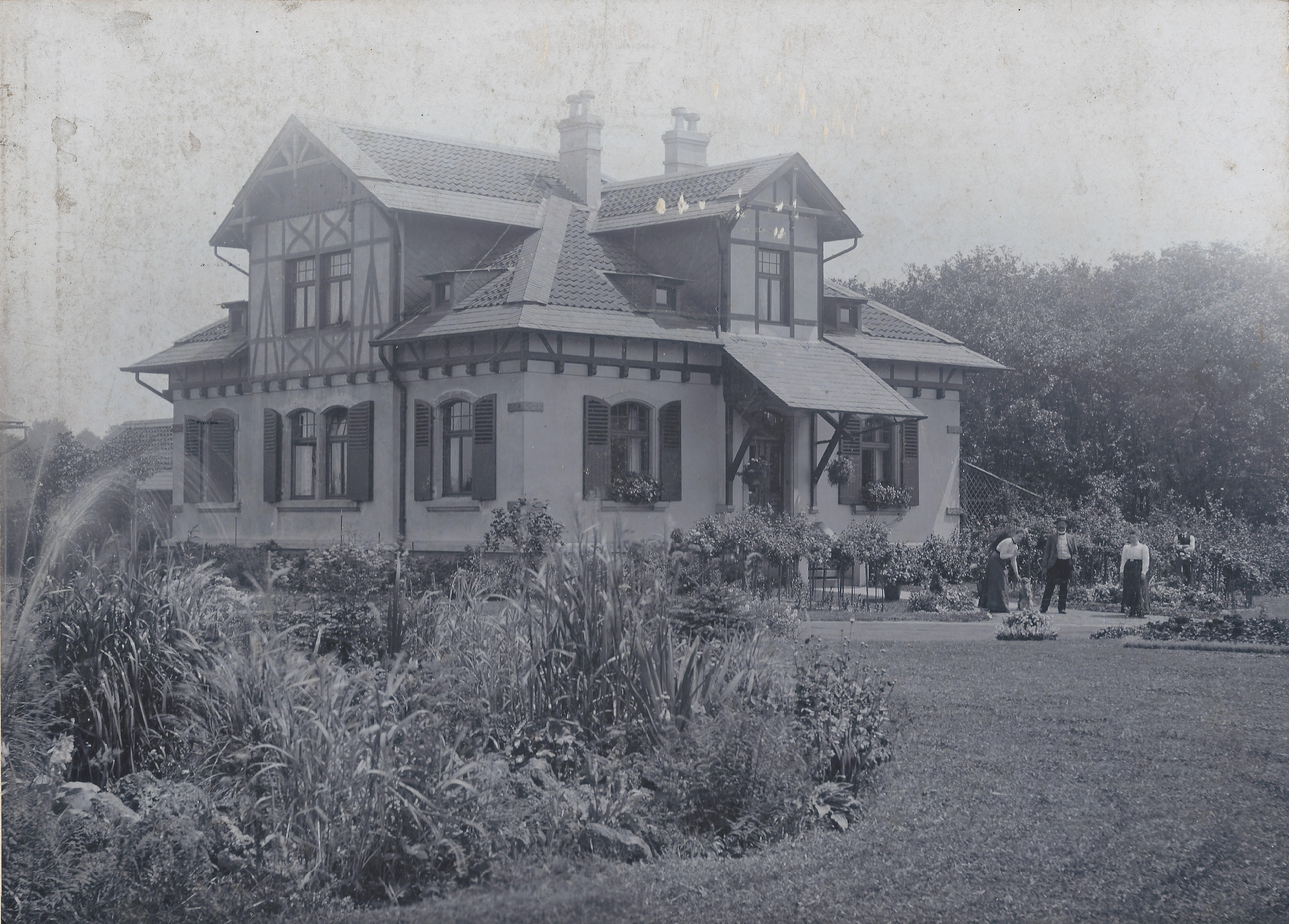
Verwalterhaus nach Baufertigstellung 1898

## Besondere Grabstätten
- Feld 1: Die älteste Grabstätte. Einen Tag nach der Eröffnung des Nordfriedhofs wurde hier in einem Erdreihengrab der verstorbene Schreiner August Vockerodt beigesetzt. Er wohnte seinerzeit in der Kurfürstenstr. hinter dem Hauptbahnhof.[6]
- Feld 1: Die Grabstätte der Familie Siecke. Georg Siecke war 1897 der erste Friedhofsinspektor des Nordfriedhofs. Herr Siecke war maßgeblich an der Planung, dem Aufbau und späteren Ausbau des Friedhofs beteiligt. Er arbeitete und wohnte mit seiner Familie bis zum Ende seiner Dienstzeit (1929) in dem Verwalterhaus am Haupteingang.[7]
- Feld 4: Die Grabstätte der Schriftstellerin Elisabeth (Elli) und Josef Dost. Elisabeth wurde zu Beginn des 20. Jahrhunderts in der Nordstadt geboren, dem damaligen Armenviertel Dortmunds. Ihr Ehemann Josef Dost war im Brückenbau der Union tätig. Aus der Ehe gingen die beiden Kinder Bernd und Roswitha hervor. Nach 1945 begann Elisabeth mit dem Schreiben von Kurzgeschichten und Erzählungen, die hauptsächlich in der ersten Hälfte des 20. Jahrhunderts in der Nordstadt stattfinden. Sie schreibt über ihre Kindheit, ihre Ehe, den Alltag der Arbeiter im ehemaligen Armenviertel Dortmunds und die politischen Kämpfe der damaligen Zeit. Neben dem Grabstein der Eheleute Dost, wurde 1995 zum Andenken an die Schriftstellerin eine Stele aufgestellt. Es ist der Spruch zu lesen „Im Norden geht die Sonne auf“. Dieser war ursprünglich in den 1920er Jahren auf einer Hauswand am damaligen Steinplatz zu sehen. Er stand damals für die dortigen Bewohner für „Hoffnung und Aufbruch“ in dem ansonsten dunklen, tristen und harten Alltag. Andererseits waren die Worte auch mehr ein die Lebenswirklichkeit der dort lebenden Menschen beschönigender Spruch, dieser benachteiligten Vorstadt.[8]
- Feld 5: Die Grabstätte der Familie Quadbeck. Die 8-stellige Familiengrabstätte wurde im Jahr 1908 von dem Kaufmann Heinrich Quadbeck erworben. Die Familie gehört zu den drei ältesten ehemaligen Gildenfamilien in Dortmund. Die Familiengeschichte reicht bis in das 14. Jahrhundert zurück. Das große Grabmal wurde aus schwarzem schwedischem Granit, in Renaissance Imitation gefertigt. Im Jahr 1897 gründete Heinrich Quadbeck mit seinen Söhnen die Westfälische Wurst- und Fleischkonservenfabrik Heinrich Quadbeck & Söhne an der Steinstr. im Norden der Stadt. Einige Jahre später ging er mit seiner Familie in die Niederlande um von dort Lebensmitteltransporte nach Deutschland zu organisieren. Aus gesundheitlichen Gründen musste er mit der Familie nur einige Jahre später zurück nach Deutschland gehen. Mit 79 Jahren verstarb Heinrich 1920 und wurde auf der Familiengrabstätte beigesetzt. Zu Ehren der Quadbeck´s wurde in der Nordstadt eine Straße nach ihnen benannt, die Quadbeckstraße am Nordzugang des Hauptbahnhofs. Im Jahr 2004 wurde als bislang letzte Beisetzung, der Verstorbene Günter Quadbeck beigesetzt.[9]
- Feld 5: Die Grabstätte der Familie Löbbe. Der Maschinensteiger Heinrich Löbbe erwarb die Grabstätte 1907, da sein Sohn Waldemar im Alter von nur 23 Jahren verstorben war. Die Familie wohnte in der ehemaligen Straße Am Kaiserstuhl, gegenüber der Zeche Kaiserstuhl in der Nordstadt. Heinrich Löbbe war mit Pauline verheiratet. Sie hatten die Söhne Heinrich Ewald, Waldemar und Wilhelm. Während die Eheleute hier zusammen mit den beiden Söhnen Heinrich Ewald und Waldemar bestattet wurden, ist der Platz für den sehr viel später verstorbenen Sohn Wilhelm frei geblieben. Wilhelm Löbbe war ein Konstrukteur, Erfinder und Manager in der Maschinenbauindustrie. Er verstarb 1950 in Bochum.[10]
- Feld 28: In einem Gemeinschaftsgrab sind neun Tote des bewaffneten Widerstands gegen den Kapp-Lüttwitz-Putsch bestattet. Nachdem am 13. März 1920 die „Brigade Erhardt“ und andere in Berlin gegen die Weimarer Republik putschten, kam es auch in Dortmund zu Auseinandersetzungen. In den Kämpfen vom 15. März wurde von einer großen Menge versucht, das Stadthaus zu stürmen. Die Polizei schlug den Angriff zurück, es gab dabei 13 Tote. Der triptychonartig gestaltete Gedenkstein wurde im Jahr 1929 von der Dortmunder KPD in Auftrag gegeben und blieb vom Nationalsozialismus und den Kriegsfolgen unbehelligt. Das „Märzgefallenen-Denkmal“ ist Bestandteil der Route der Industriekultur. Es ist in der Themenroute 22 – Mythos Ruhrgebiet aufgeführt.[11]
- Feld 29: Gemeinschaftsgrab und Denkmal wurden für die 31 Bergleute angelegt, die am 8. August 1920 bei der Grubenausfahrt aus Schacht Kaiserstuhl II in der Nordstadt tödlich verunglückten. Das Denkmal wurde nach 1920 aufgestellt. Gestaltet wurde es vermutlich von dem Dortmunder Bildhauer Benno Elkan.[12][13]
- Feld 33: Das Gemeinschaftsgrab wurde für die 136 Bergleute angelegt, die am 11. Februar 1925 bei einer Schlagwetterexplosion auf der Zeche Minister Stein ums Leben kamen. Zum Gedenken wurde 1927 ein Denkmal errichtet, das der Dortmunder Bildhauer Friedrich Bagdons gestaltete.[14]
- Feld 42 und 48: In der Kriegsgräberstätte mit den Steinkreuzen ruhen nahezu 300 Bombenopfer aus dem Zweiten Weltkrieg.[15]
- Der Volksbund Deutsche Kriegsgräberfürsorge führt den Nordfriedhof als Kriegsgräberstätte für 15 deutsche Kriegstote des Zweiten Weltkriegs.[16]

### Galerie

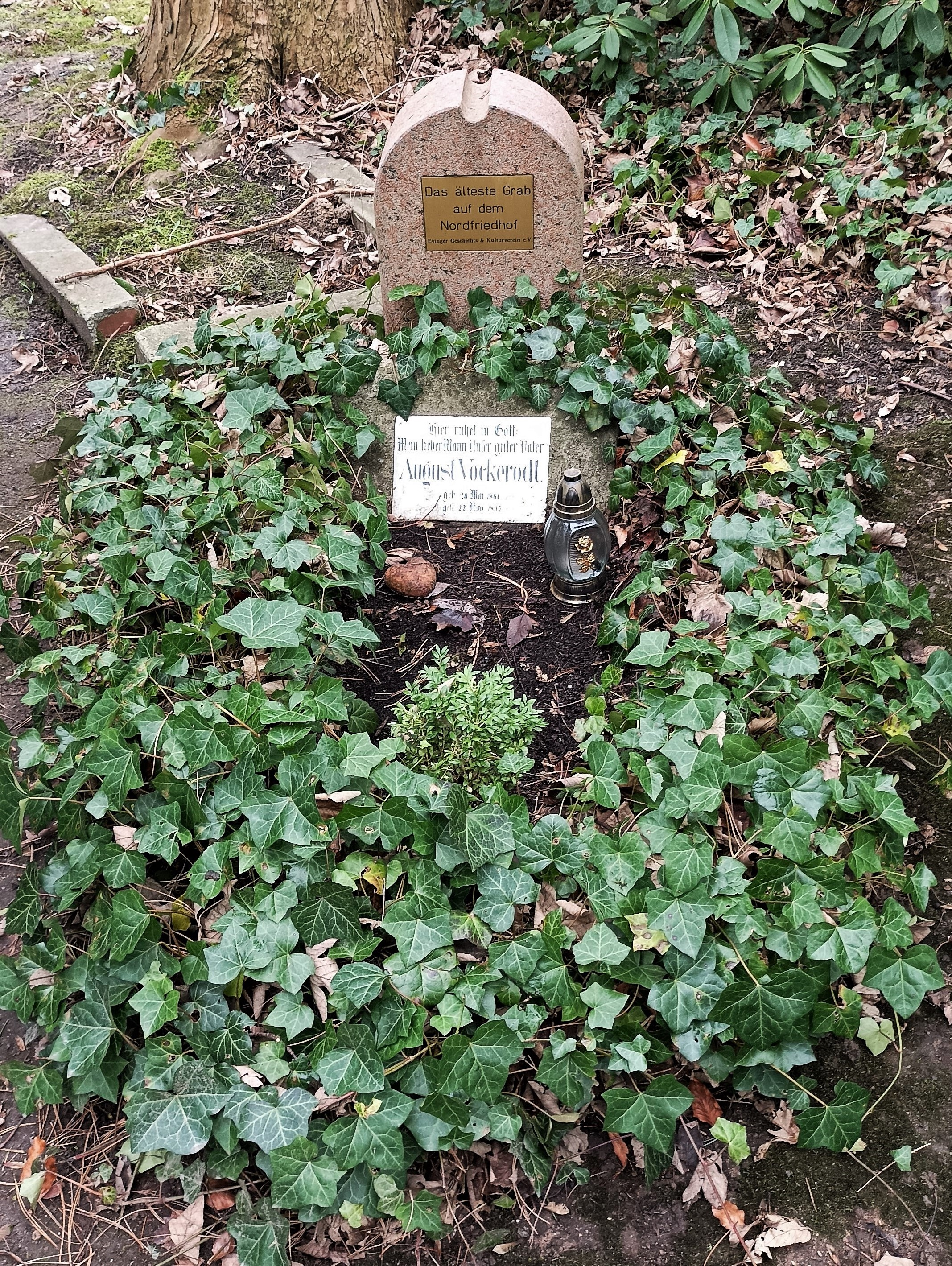
Feld 1: Ältestes Grab
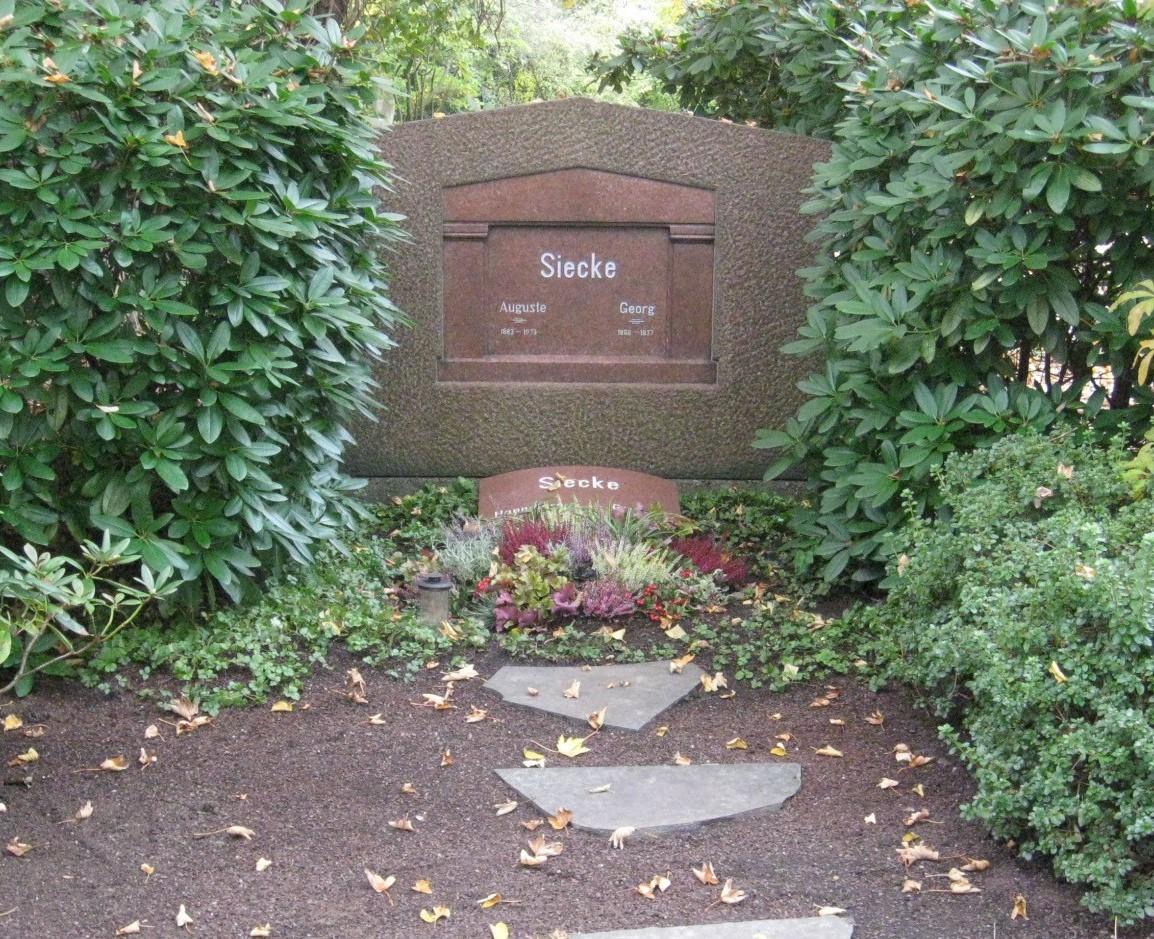
Feld 1: Grabstätte Siecke
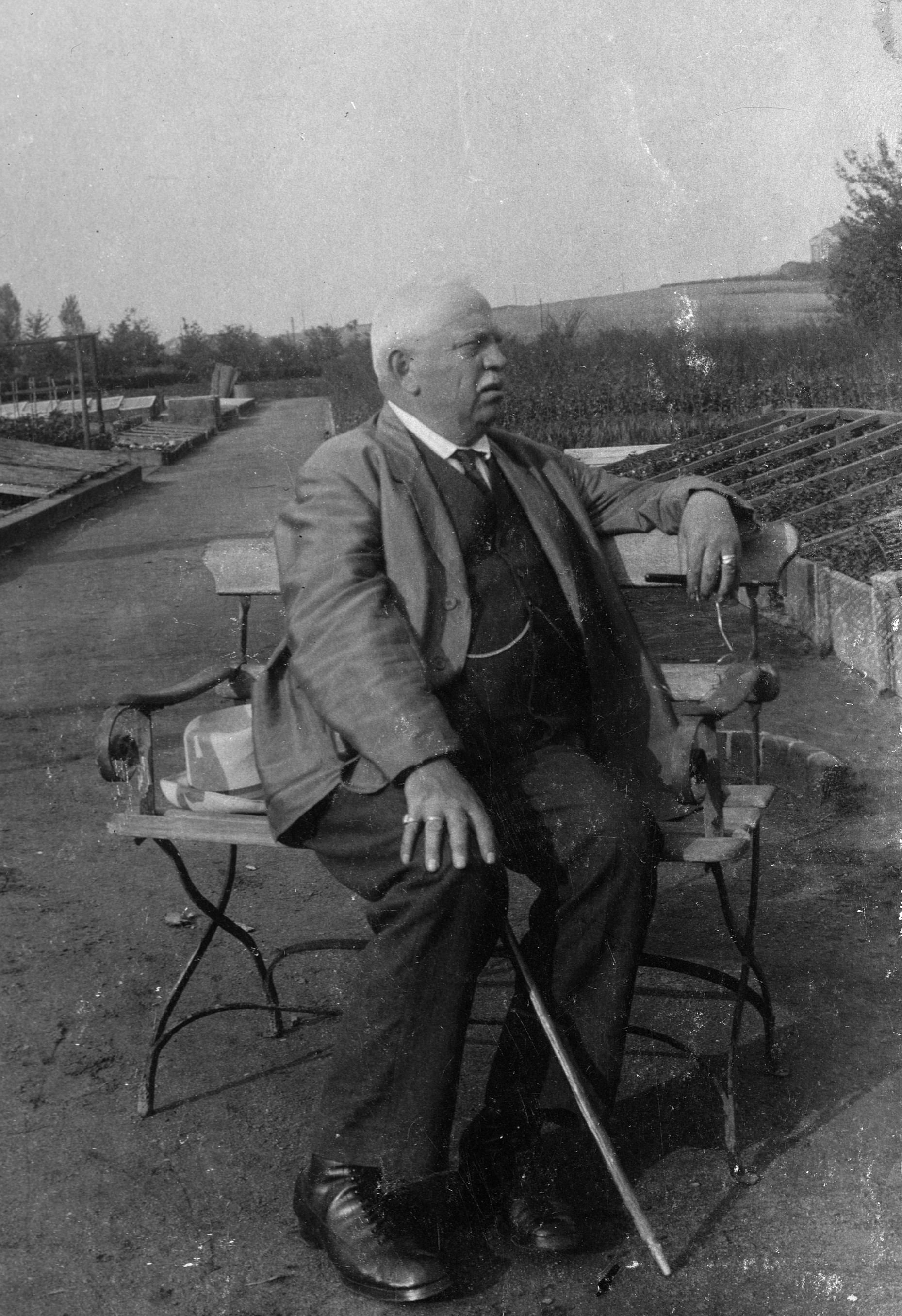
Georg Siecke, 1. Friedhofsinspektor 1897–1929
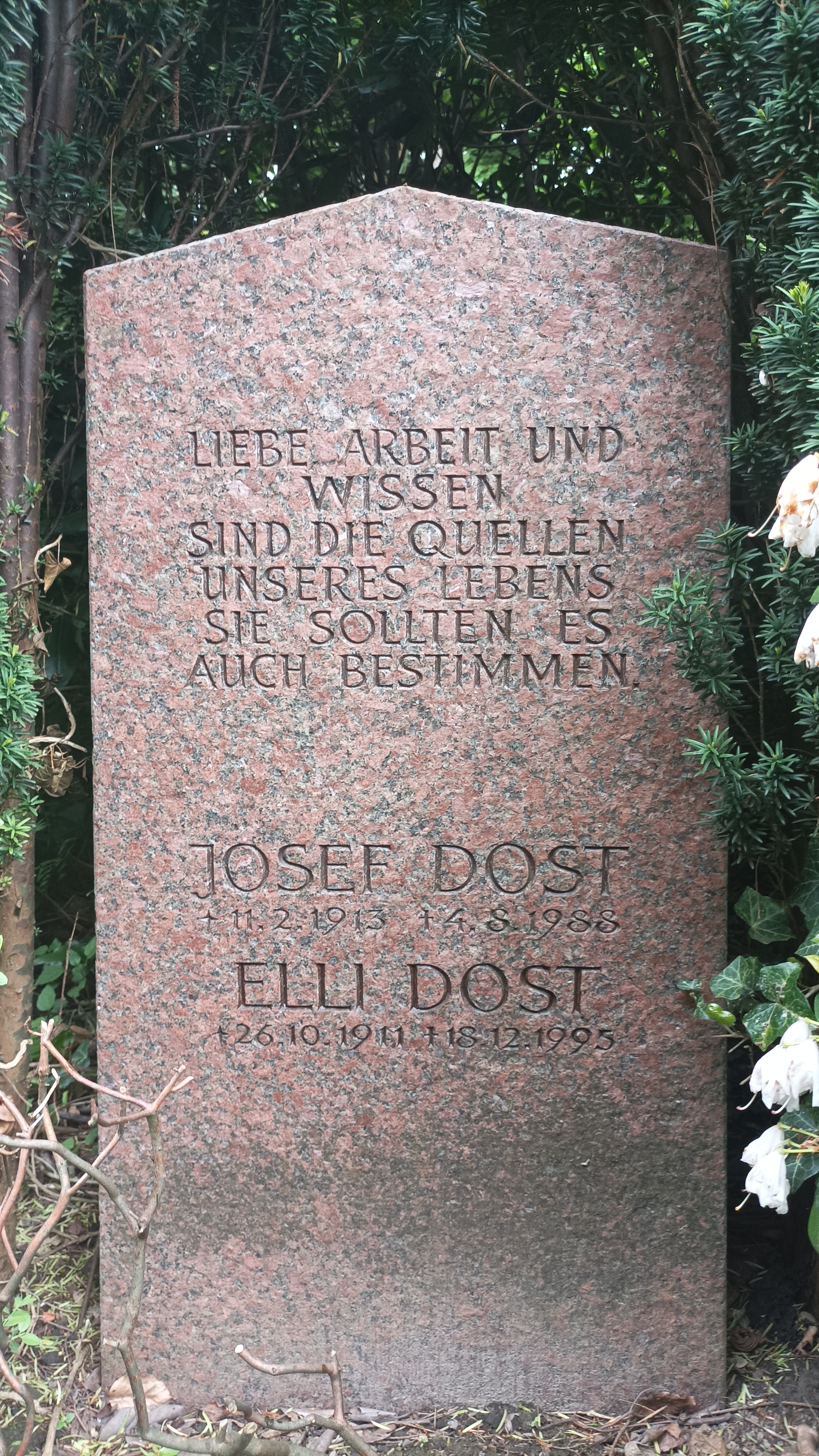
Feld 4: Grabmal Dost
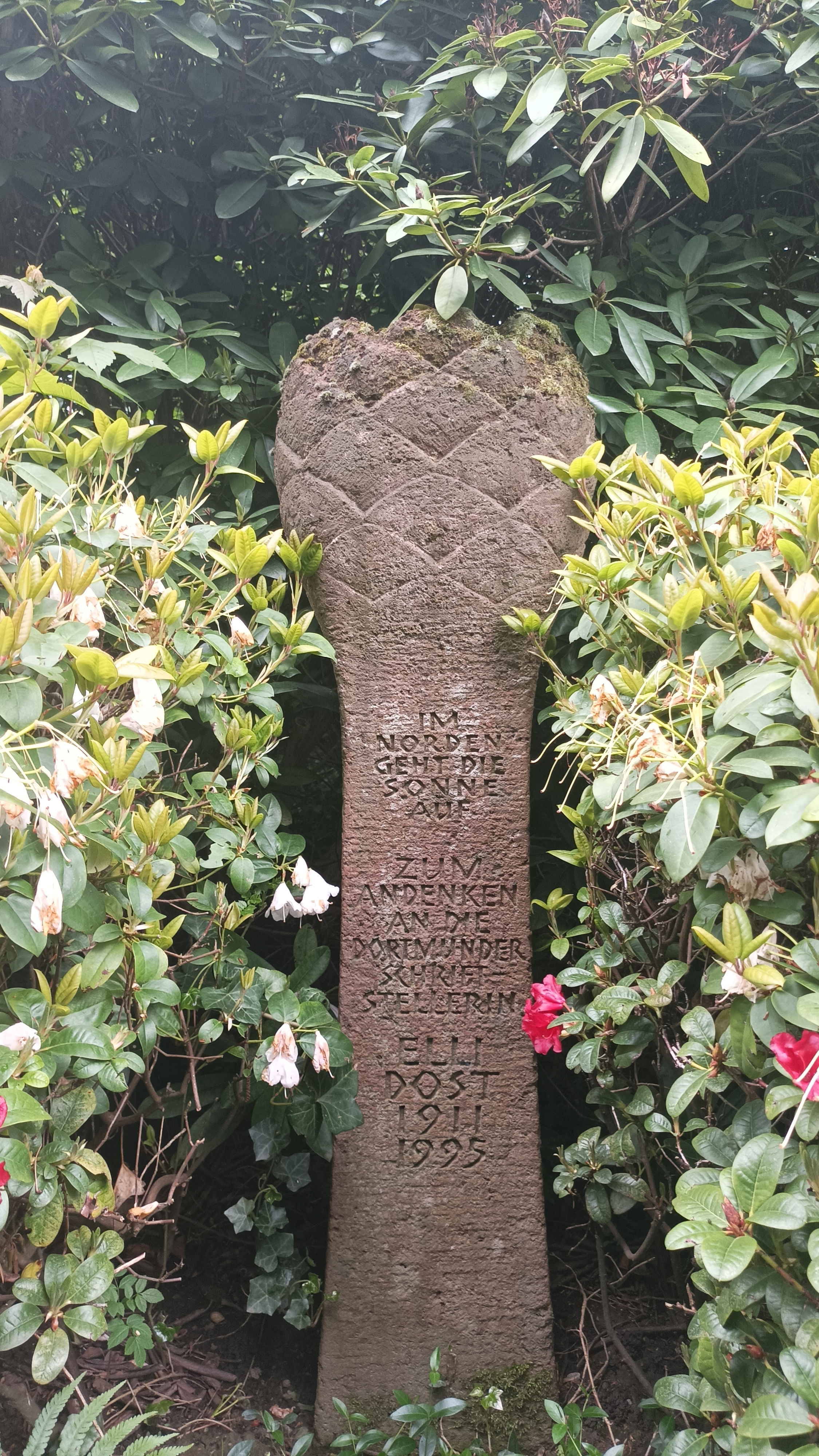
Feld 4: Gedenkstein Elli Dost
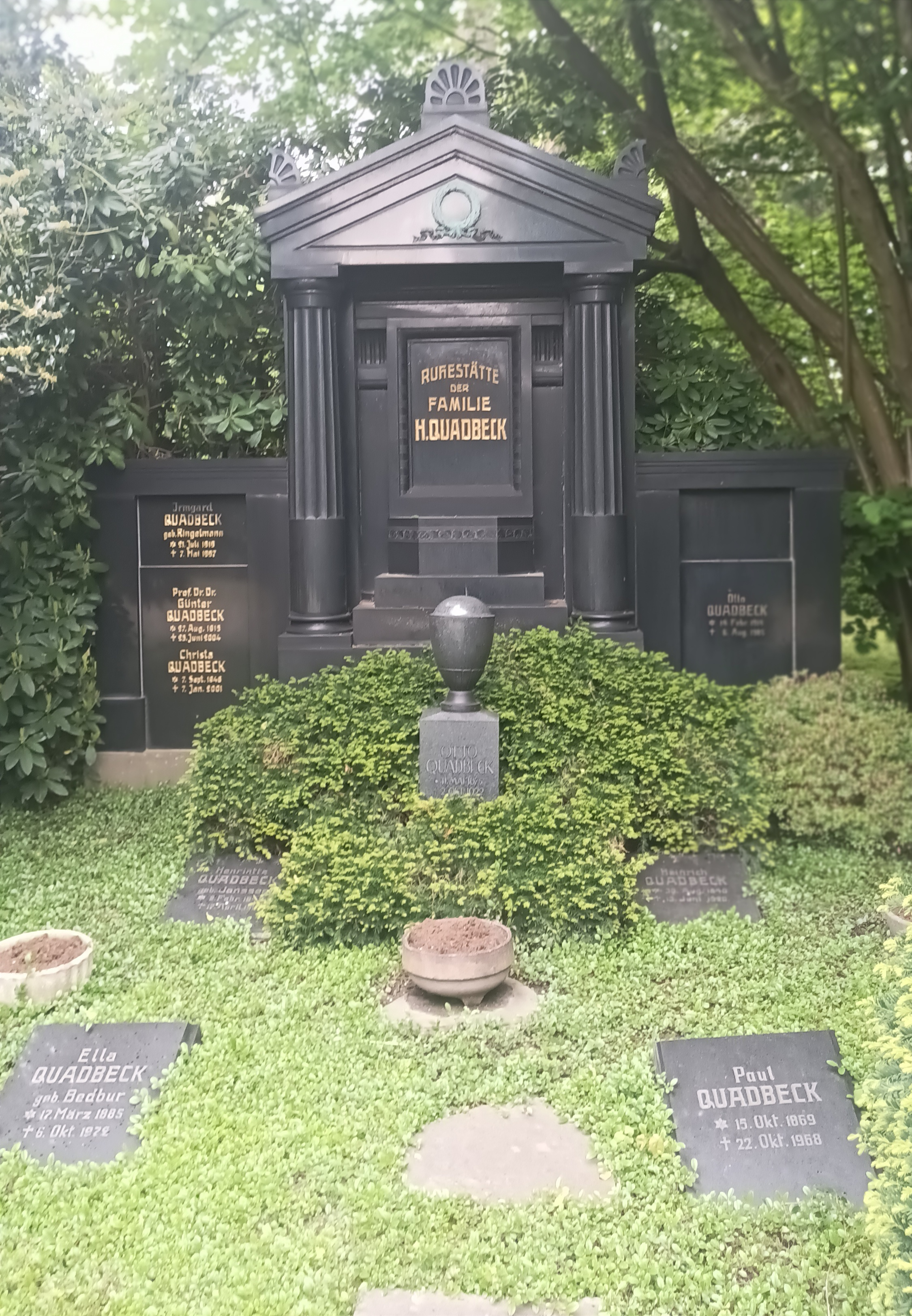
Feld 5: Grabstätte Familie Quadbeck
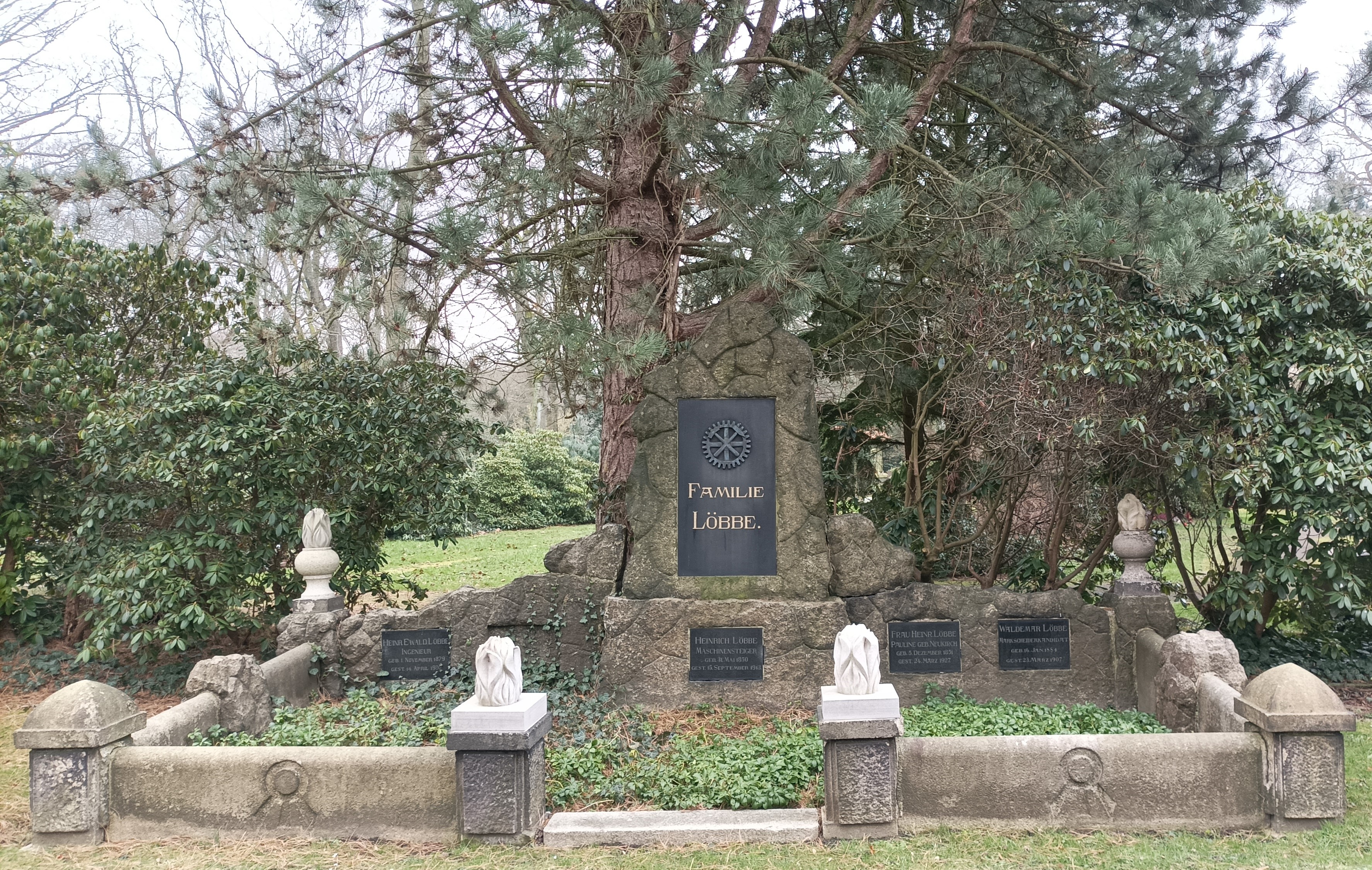
Feld 5: Grabstätte Familie Löbbe
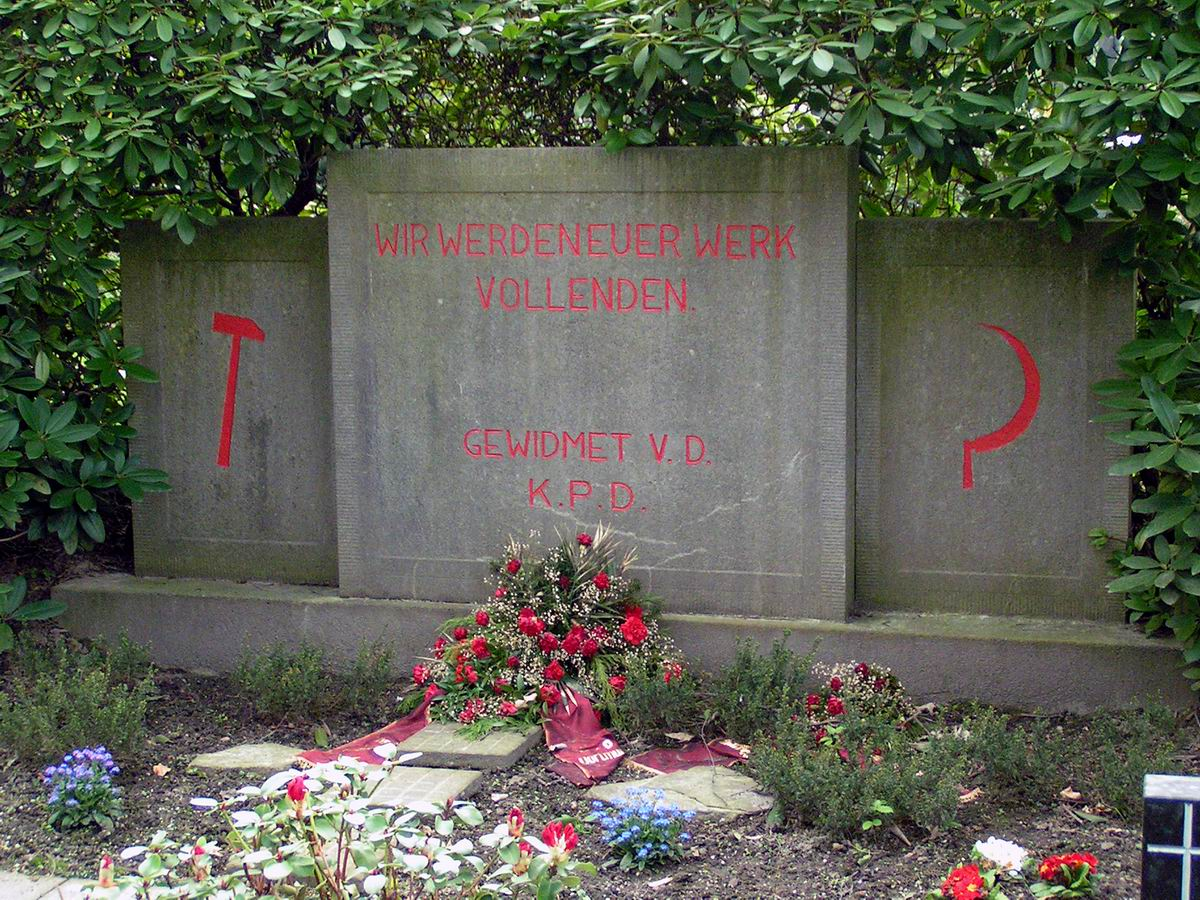
Feld 28: Märzgefallenen-Denkmal
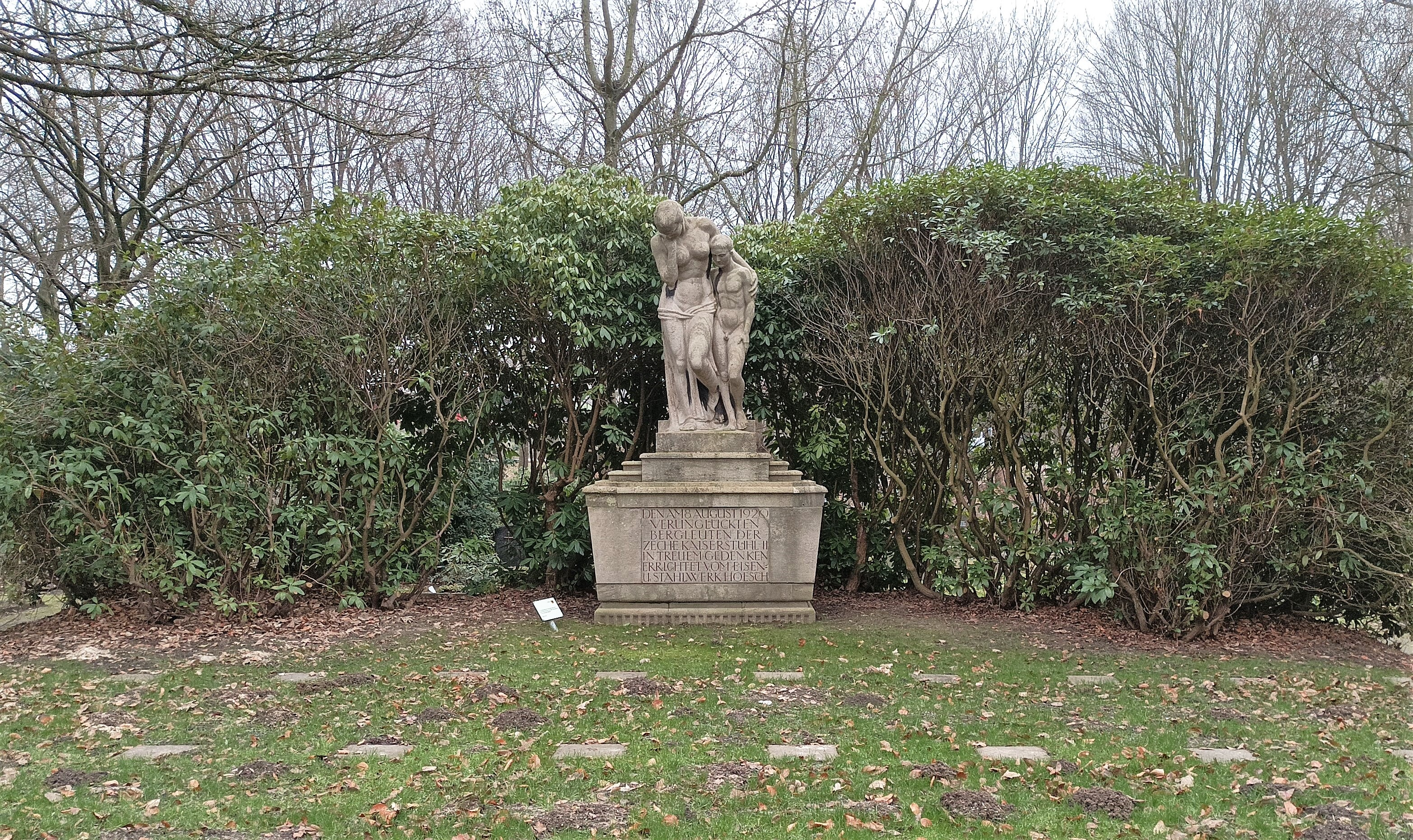
Feld 29: Denkmal Grubenunglück Kaiserstuhl
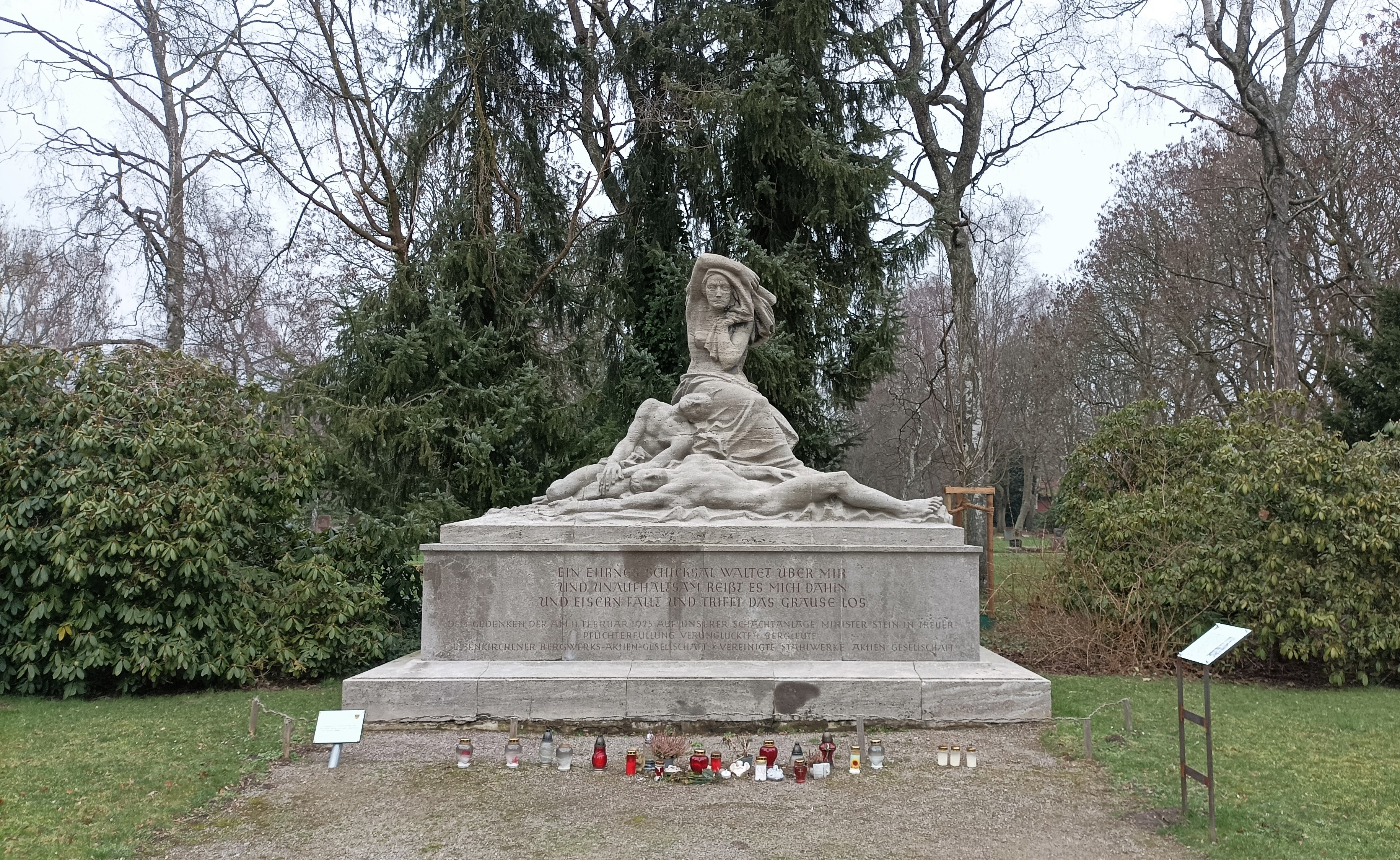
Feld 33: Denkmal Grubenunglück Minister-Stein
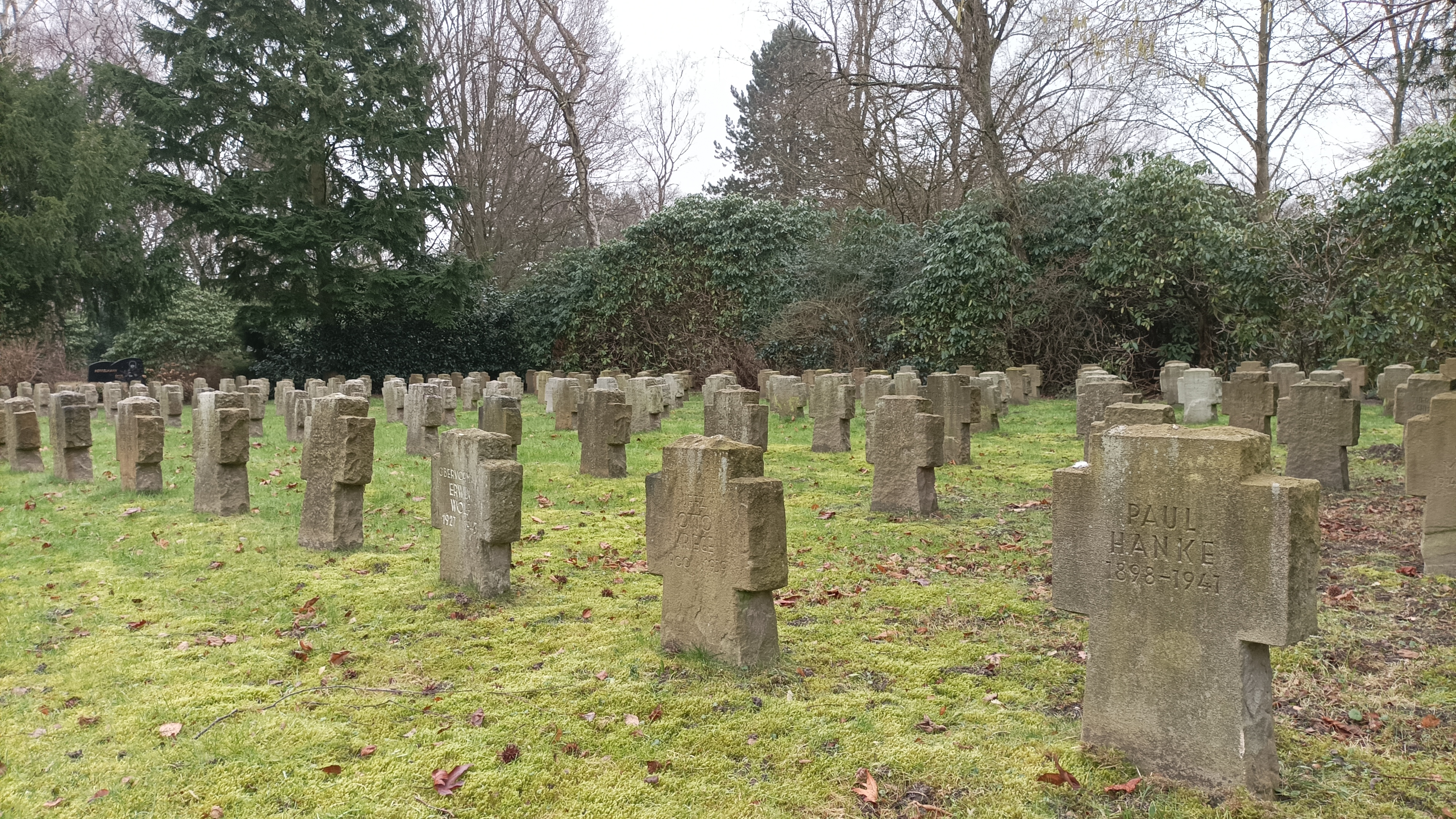
Feld 42 und 48: Kriegsgräberstätte